# Erlangen
Erlangen is een kreisfreie Stadt in de Duitse deelstaat Beieren. De stad telt 112.385 inwoners (31 december 2020) op een oppervlakte van 76,95 km². Erlangen is dankzij de industrie (Siemens e.a.) en de rond 1743 gegrondveste universiteit een belangrijke stad in het driehoekdistrict Nürnberg, Fürth en Erlangen.

## Geschiedenis
Het gebied wordt al in 1002 in een oorkonde genoemd. In 1361 kocht keizer Karel IV het gebied van de bisschop van Bamberg en gaf de nederzetting in 1384 stadsrechten.
In 1743 werd er de Friedrich-Alexander-Universität Erlangen-Nürnberg gevestigd die de landsheer Frederik van Brandenburg-Bayreuth een jaar eerder had gesticht.

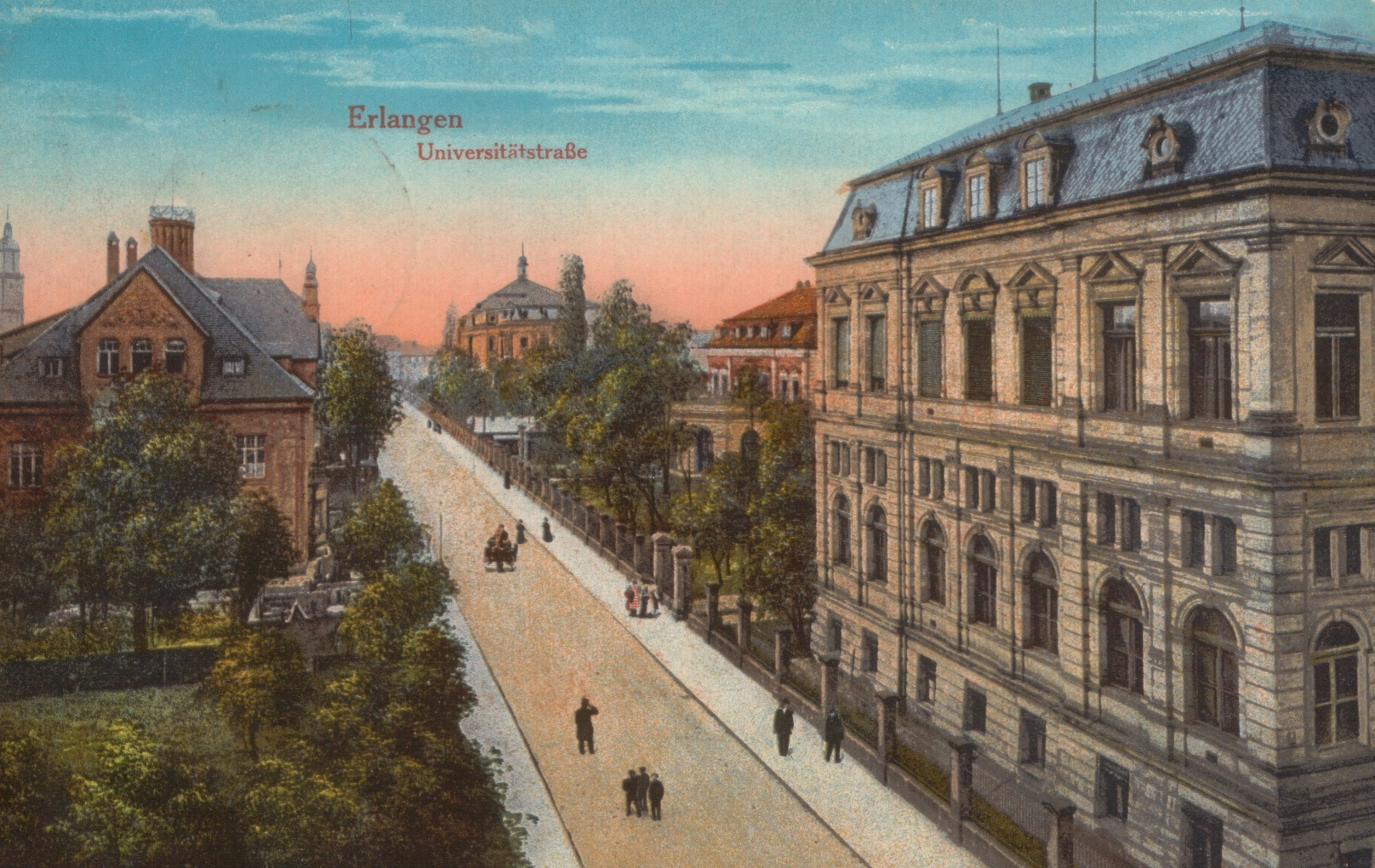
Erlangen rond 1915 (Zicht op Krankenhausstraße richting Hugenottenplatz)

## Stadsdelen
| - Am Anger - Alterlangen - Bruck - Büchenbach - Burgberg | - Dechsendorf - Eltersdorf - Frauenaurach - Häusling - Hüttendorf | - Innenstadt - Kosbach - Kriegenbrunn - Neuses - Röthelheimpark | - Schallershof - Siedlung Sonnenblick - Sieglitzhof/Buckenhofer Siedlung - Steudach - Tennenlohe |

## Kunst en cultuur
- Kunstpalais Erlangen in het Palais Stutterheim.

## Partnersteden
- Beşiktaş (Turkije), sinds 2003
- Eskilstuna (Zweden), sinds 1961
- Jena (Duitsland), sinds 1987
- Rennes (Frankrijk), sinds 1964
- San Carlos (Nicaragua), sinds 1989
- Stoke-on-Trent (Verenigd Koninkrijk), sinds 1989
- Vladimir (Rusland), sinds 1983

Daarnaast zijn er nog andere partnerschappen met:
- Ajman (Verenigde Arabische Emiraten), samenwerkingsakkoord sinds 2005
- Cumiana (Italië), samenwerkingsverband sinds 1998
- Shenzhen (China), sinds 1997
- Richmond (Verenigde Staten)
- Umhausen (Oostenrijk), sinds 2006
- Venzone (Italië)

## Geboren in Erlangen
- Georg Ohm (1789-1854), wis- en natuurkundige
- Emmy Noether (1882-1935), wiskundige
- Lothar Matthäus (1961), voetballer
- Barbara Hahlweg (1968), nieuwslezeres
- Flula Borg (1982), deejay en acteur
- Jake Picking (1991), Amerikaans acteur